# Tołkacze
Tołkacze [tɔu̯ˈkat͡ʂɛ] est un village polonais de la gmina de Szudziałowo dans le powiat de Sokółka et dans la voïvodie de Podlachie.